# Alois Jandouš
Alois Jandouš (18. dubna 1838 Chroustovice – 24. července 1893 Praha) byl český farmaceut, průkopník české a česky psané vědecké farmacie, zakladatel České farmaceutické společnosti, alchymista a člen městské rady.

## Životopis
Alois Jandouš se narodil 18. dubna 1838 v obci Chroustovice. Otec brzy zemřel a matka Antonie se v roce 1854 provdala za c. k. finančního úředníka Jana Nepomuka Seydlera. Nižší gymnázium absolvoval v Něm. Brodě, vyšší na Novém městě v Praze, načež vstoupil do lékárnické praxe. Vyšší studia vykonal na universitě a polytechnice v Praze, kde se stal r. 1869 doktorem chemie a r. 1871 doktorem farmacie.
Jandouš na sebe poprvé obrátil pozornost na sjezdu rakouských lékárníků v roce 1863, kde přenášel „o léčivech mámivých“. V roce 1867 vydal Jandouš samostatný spis s názvem „Krátký přehled rozvinutí nauky o chemických pojmech". Od roku 1871, kdy dosáhl doktorátu farmacie, do roku 1880 spravoval lékárnu v nemocnici Milosrdných sester. V roce 1882 si zřídil vlastní lékárnu v Bredovské a později, již ve vlastním domě, v Mariánské ulici čp. 922 (dnes Opletalova ul.). Na základě vlastních pokusů dokázal Jandouš již v roce 1873, že kyslík, který rostliny na slunečním svitu vydechují, není ozonem a pronáší mínění, že vznik O3 podléhá vlivům tellurickým. Teprve později došel ke stejnému výsledku Bellucci.
V roce 1871 se podílel na vzniku Spolku lékárníkův českých. Založili jej studenti farmacie a farmaceuti-zaměstnanci s podporou několika lékárníků-majitelů. Jeden z nich, lékárník PhMr. Alexandr Terš, se stal prvním předsedou spolku, ale zakrátko na svou funkci rezignoval. Ve vedení jej vystřídal Alois Jandouš, který toto původně studentsko-zaměstnanecké sdružení přeměnil na odbornou a vědeckou společnost, otevřenou všem příslušníkům farmaceutického stavu. Společnost pod jeho vedením pořídila pro studenty krystalografickou sbírku, vybudovala rozsáhlou odbornou knihovnu a r. 1872 založila fond na vydávání českých farmaceutických knih. V roce 1879 začala Společnost vydávat Farmaceutický kalendář a od r. 1882 také Časopis českého lékárnictva. Z Jandoušova popudu se také v roce 1875 spolek přejmenoval na Farmaceutickou společnost v Praze (dnešní Česká farmaceutická společnost).
V roce 1880 byl zvolen do reprezentace královského města Prahy a v roce 1882 byl povolán do městské rady, kde setrval až do své smrti. Roku 1879 byl jmenován zkušebním komisařem při II. státní zkoušce na Vysoké škole technické a roku 1883 komisařem při III. farmaceutickém rigorosu na Univerzitě Karlově. Roku 1891 byl zvolen starostou lékárnického grémia pro království České. Pracoval jako přísežný znalec pražského magistrátu hlavně v oblasti hygieny. Zabýval se zejména kvantativními rozbory vod z pražských studní, srovnával je a fakta vykládal v několika publikacích. V roce 1880 uveřejnil práci o významu kyseliny dusičné a dusíkové v pitné vodě. Jandoušovým zájmem byl nejen obor hygieny, ale i oblast desinfekce, zejména pak zdravotní kontrola mléka a piva. Byl prvním, kdo psal původní práce z oboru hygieny. V roce 1885 další vydal samostatný spis „Nauka o předepisování léčiv“, ve kterém shrnul všechny své dosavadní praktické zkušenosti. Byl stálým spolupracovníkem „Ottova Naučného slovníku“, kde jím byla zpracována farmacie a velká část farmakologie. Jiné Jandoušovy práce teoretické i praktické lze najít v dobovém tisku jako například Časopis českých lékařův, Chemické listy nebo Časopis českých lékárníků.
Dr. Alois Jandouš zemřel bezdětný 24. července 1893 na zápal plic.

## Činnost a dílo

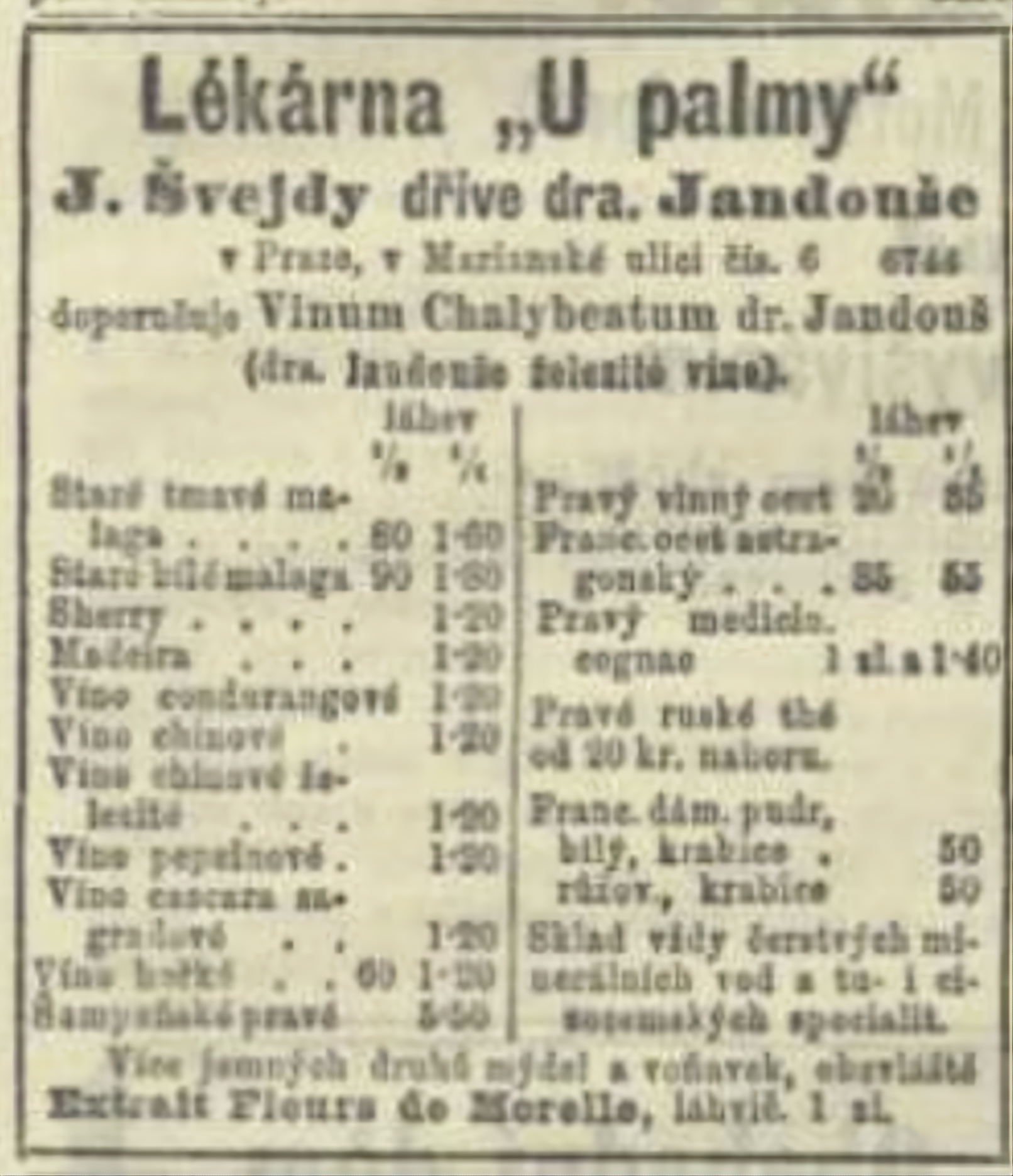
Reklama v dobovém tisku r. 1895

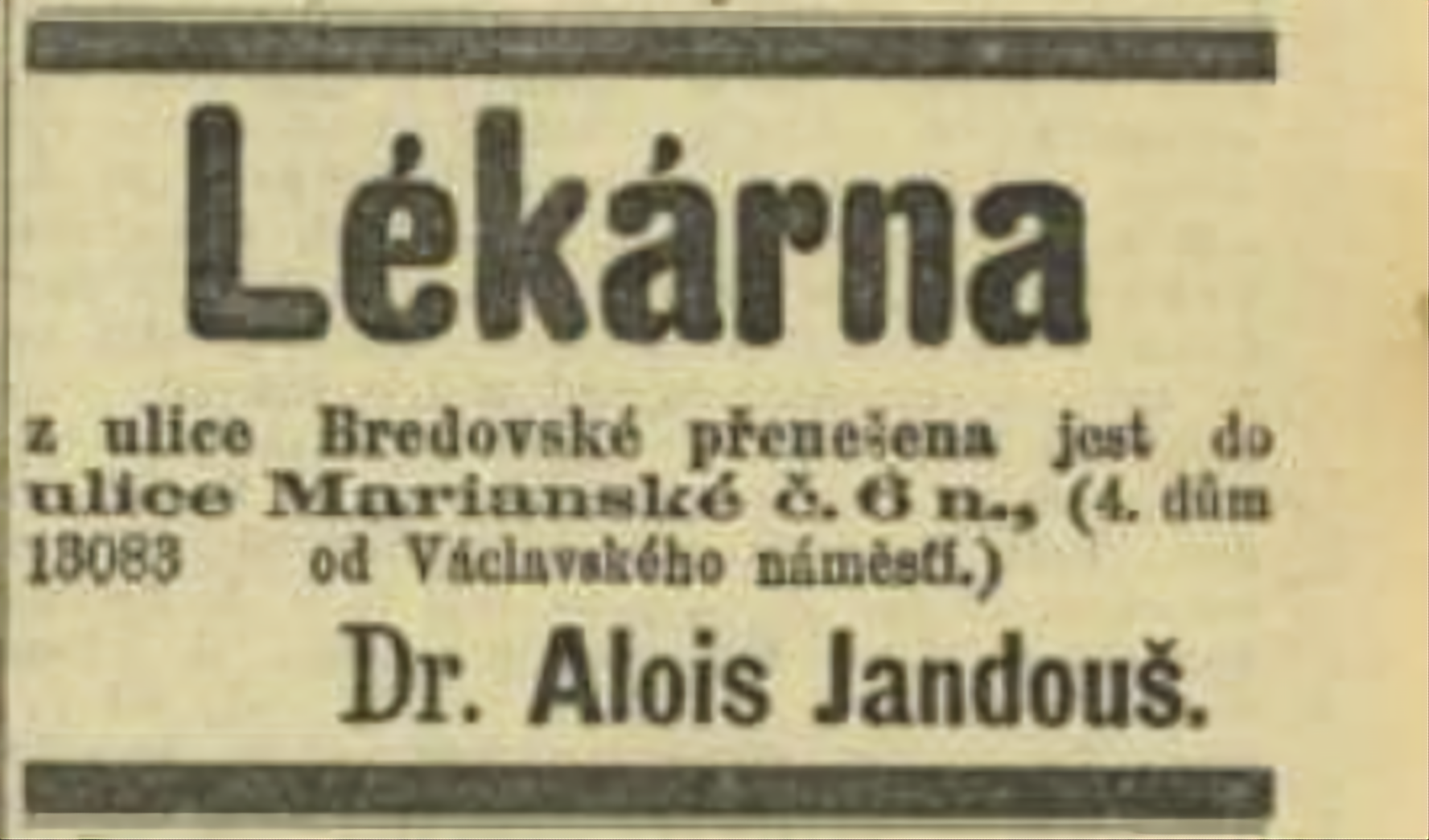
Reklama v dobovém tisku r. 1888

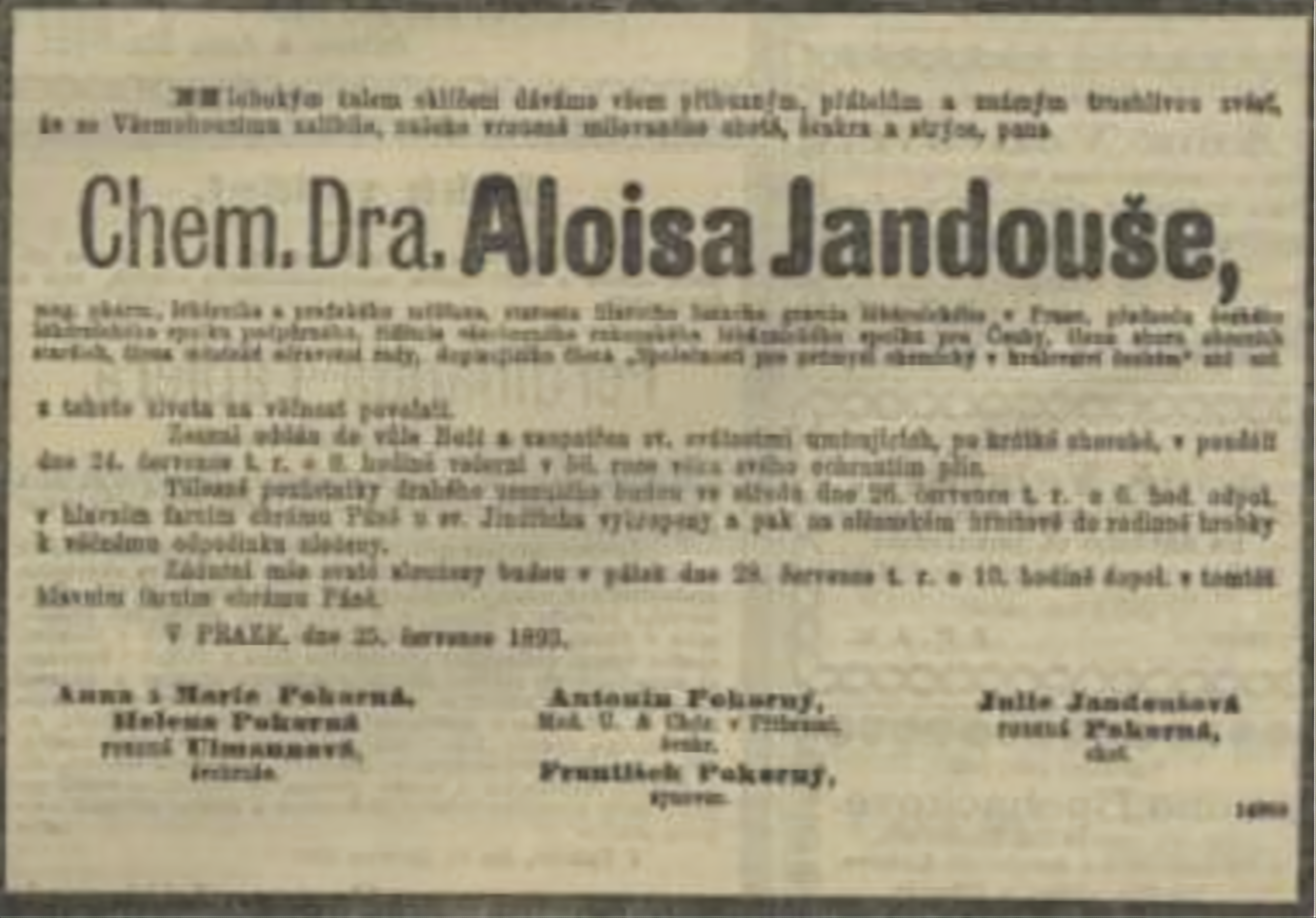
Oznámení o úmrtí r. 1893

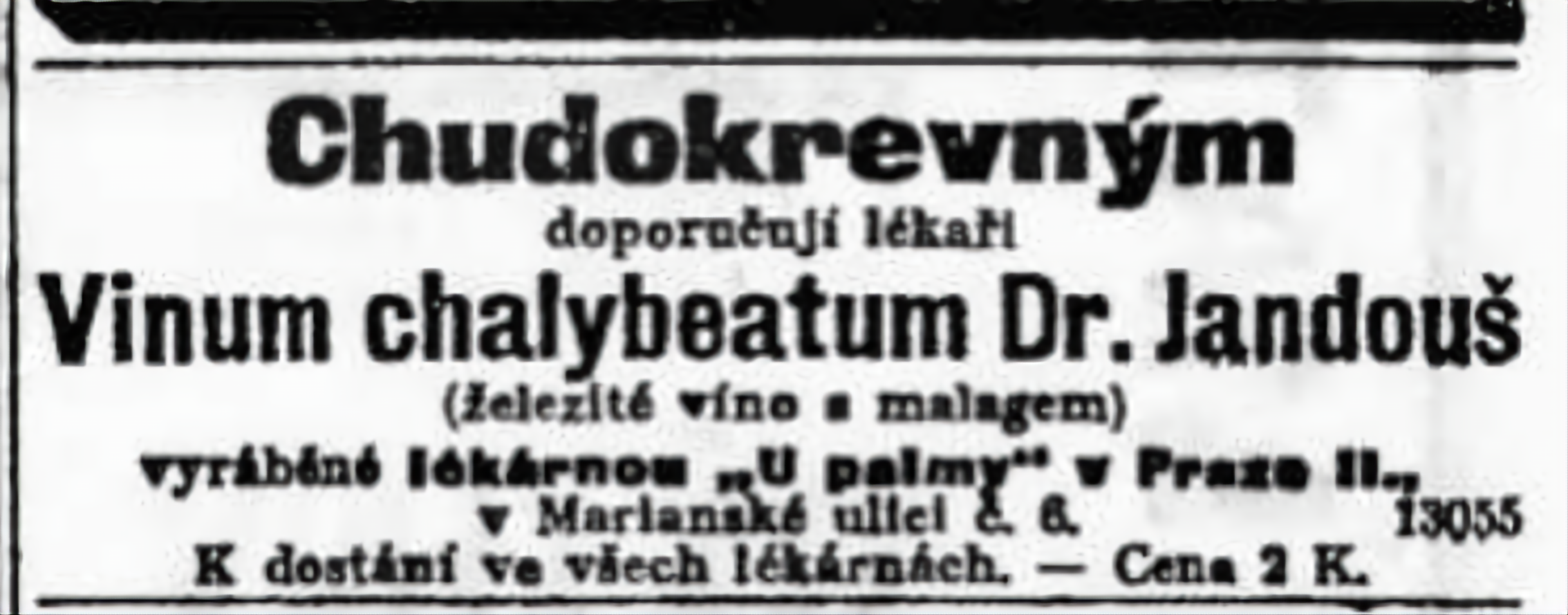
Reklama v dobovém tisku r. 1907

Jeho činnost byla rozsáhlá a zasahovala do oborů chemie, farmacie a hygieny, kde všude vedle čistě vědeckých aspektů měl na zřeteli především praktické potřeby v rámci tehdejších českých poměrů. V chemii a farmacii byl dlouho jediným zdatným reprezentantem těchto oborů v českém jazyce a jako hygienik počal jako jeden z prvních upozorňovat na nedostatky pražského zdravotnictví. Položil základy novodobé české farmaceutické literatury. Jeho první knižní publikací byl latinsko-český slovník, vydaný v roce 1864. Jandouš pro něj vybral termíny z 5. vydání rakouského lékopisu. Kromě českých překladů devíti set latinských názvů léčiv uvedl ještě mnoho českých synonym a také přeložil další technické termíny. Ačkoliv se všechny jeho návrhy neujaly, založil tím moderní českou farmaceutickou terminologii. Vydal více než sto odborných pojednání v časopisech „Časopis čes. lékařův“, „Čas. čes. lékárníků“ a „Chem. listech“, jako např.: Monografie těles léčivých domácích proti střídavce (Č. č. lék. r. I., 1862); Chinin, cinchonin a chinoidin (t., 1863); Léčiva mámivá (t., 1863); Analysa semene rulíku zlomocného (t., 1864); Účinky digitalinu (t.; 1865); Vody destillované z rostlin mandloňovitých (t., 1865); O hmotách nakažlivinu ničících (t., 1866); O sloučenině cukru s kysličníkem železitým (t., 1867); Hmoty léčivé země České (t., 1868); Optická zkouška mléka (t., 1869); České opium (t., 1869), které sám vypěstoval; Prospěch a vady některých forem léčiv (t., 1870); Chemismus hmoty oživené (t., 1871); Rozbor vody vltavské (t., 1872); Desinfekce obydlí při choleře (t., 1873); Léky proti choleře (t., 1873); Kyslík, který rostliny vydávají, není ozonován (t., 1873); Význam zakalení léčivých praeparatů (t., 1874); Ozon v lékařství (t., 1875); Porovnání hmot, které mléko mateřské v dětském věku nahraditi mají (t., 1876); Prohlídka mléka ve velkých městech (t., 1876); Starší a nové prostředky k anaesthesování upotřebené (t., 1876); Cena některých kouřidel, co tak zv. čističů vzduchu (t., 1877); Chemické správy z oboru veř. zdravotnictví v Praze (t., 1877); Mléko a pivo co předměty zdravotní policie (t., 1878); Organická hmota ve vodě (t., 1878); Nebezpečné předpisy lékařské (t., 1879); Směr nynějšího badání v lučbě (t., 1879); Kyselina dusičná, ammoniak a soli minerálné ve vodě studničné (t., 1880); Ergotinové praeparáty (t., 1880); Kali chloricum a kali muriaticum (t., 1882); Solaneae (t., 1883); Rozpravy z farmakognosie (t., 1883); Příspěvky k učení o assimilaci praeparatů železa (t., 1886); Solutio Donovani (t., 1887); Zvláštnosti některých aromatických sloučenin ve smišeninách k upotřebení zevnímu určených (t., 1888); Některá data, týkající se kysličníků dusičného a dusíkového v pitné vodě Prahy a okolí (t., 1890). Dále publikoval obsáhlé kritiky farmakopoey rakouské, německé i ruské, četné posudky o spisech z oboru chemie a hygieny, přes tisíc odborných referátů do výše uvedených časopisů a odborné články z farmakologie a farmacie pro Ottův Slovník Naučný.

## Zajímavosti
Alois Jandouš byl po svém úmrtí roku 1893 pohřben do klasicistní kaplové hrobky na Olšanských hřbitovech v Praze, která je výjimečnou funerální stavbou tohoto slohu.

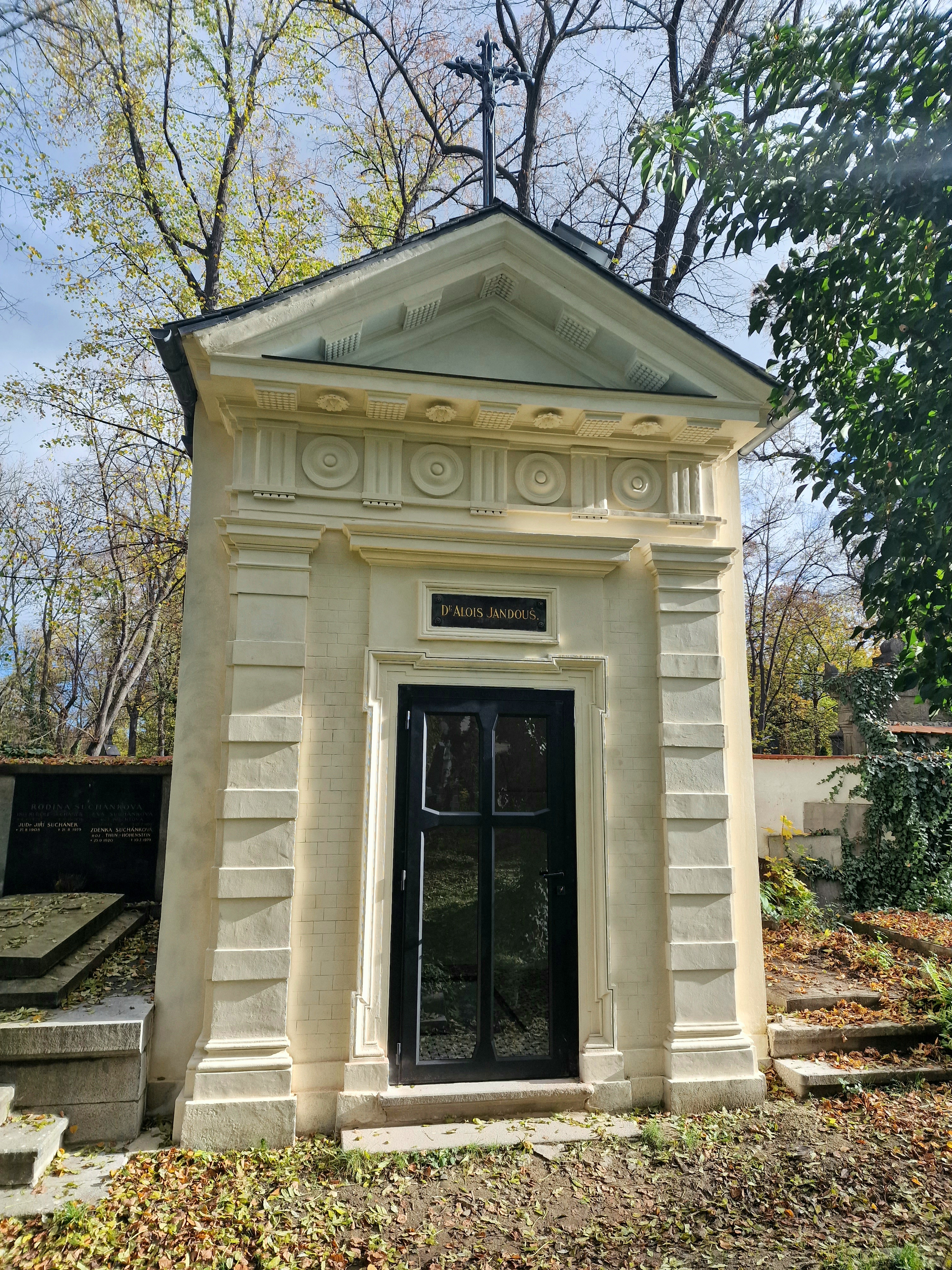
Klasicistní kaplová hrobka Aloise Jandouše